# Marika Daxer
Marika Daxer (1969) è un'ex sciatrice alpina austriaca.

## Biografia
Discesista pura, la Daxer debuttò in campo internazionale in occasione dei Mondiali juniores di Hemsedal/Sälen 1987, dove vinse la medaglia d'oro, e ottenne l'ultimo risultato in carriera ai Campionati austriaci 1989, dove conquistò la medaglia di bronzo; non prese parte a rassegne olimpiche né ottenne piazzamenti in Coppa del Mondo o ai Campionati mondiali.

## Palmarès

### Mondiali juniores
- 1 medaglia:
  - 1 oro (discesa libera a Hemsedal/Sälen 1987)

### Campionati austriaci
- 1 medaglia[1]:
  - 1 bronzo (discesa libera nel 1989)